# UFC 26
UFC 26: Ultimate Field of Dreams foi um evento de artes marciais mistas promovido pelo Ultimate Fighting Championship, ocorrido em 9 de junho de 2000 no Five Seasons Events Center, em Cedar Rapids, nos Estados Unidos.

## Background
O card principal contou com o Campeão dos Leves Pat Miletich defendendo seu título contra John Alessio, e o Campeão dos Pesados Kevin Randleman defendendo seu título contra Pedro Rizzo. A luta pelo Título dos Pesados era esperada para acontecer no UFC 24, mas foi remarcada devido a um acidente no vestiário envolvendo Kevin Randleman, que escorregou e caiu no chão, sustentando uma concussão.
A divisão dos galos foi adicionada no UFC 26 para lutadores abaixo de 155 pounds; Jens Pulver derrotou João Roque na primeira luta de galos na história do UFC. Os leves agora era de 155-169.9 pounds, médios 170-199.9 libras, e pesados 200+ libras. Esse foi o quarto evento para caracterizar o árbitro agora regular, Mario Yamasaki em adicional de John McCarthy.
O UFC 26 contou com a segunda aparição de Matt Hughes no UFC, que viria a dominar a divisão dos meio-médios. O evento também marcou a segunda aparição no UFC do britânico Ian Freeman, cuja luta preliminar foi ao ar na transmissão de pay per view. Esse foi o primeiro evento em que Bruce Buffer, em sua 18ª aparição, começou a usar o termo "We are live" para começar o card do UFC, também dizendo, "Os juízes estão prontos, os lutadores estão prontos, os grandes fãs de (nome da cidade) e milhões da fãs ao redor do mundo estão prontos...".
O UFC 26 foi o quarto evento do UFC seguido que nunca foi lançado para home video ou DVD nos EUA, como a empresa mãe do UFC, SEG sofreu dificuldades financeiras, e foi eventualmente vendida para a Zuffa apenas seis meses depois.

## Resultados
Nota 1 Pelo Cinturão Peso-Pesado do UFC.

Nota 2 Pelo Cinturão Meio-Médio do UFC.

Nota 3 Bitetti venceu por desqualificação aos 0:43 do segundo round. As regras do MMA de Iowa banem chutes enquanto usam sapatos. Andrade, que usava sapatos de wrestling, chutou Bitetti três vezes. Andrade foi desclassificado pelo árbitro John McCarthy.